# Capcom Production Studio 5
Capcom Production Studio 5 est un studio de développement japonais de jeux vidéo, et le cinquième studio de développement interne de la société Capcom.
Le studio se concentre principalement sur les jeux mobiles, à l'image des titres 1942 et Ghosts'n Goblins que le studio a porté sur mobile.

## Jeux développés
| Titre                                   | Date de Sortie | Plates-formes        |
| --------------------------------------- | -------------- | -------------------- |
| Darkstalkers Chronicle: The Chaos Tower | 2004           | PlayStation Portable |
| Ghosts'n Goblins                        | 2004           | Mobile               |
| Commando                                | 2004           | Mobile               |
| Mega Man                                | 2006           | Mobile               |
| 1942                                    | 2006           | Mobile               |